# Iniciativa dos Partidos Comunistas e Operários
A Iniciativa dos Partidos Comunistas e Operários (em inglês: Initiative of Communist and Workers' Parties, INITIATIVE) era uma aliança política europeia que junta 29 partidos de toda a Europa que, seguem uma ideologia comunista ortodoxa . O principal partido a incentivar esta Iniciativa foi o Partido Comunista da Grécia .
O objectivo da Iniciativa é "contribuir para a pesquisa e estudo de assuntos que preocupem a Europa, principalmente aqueles que envolvam a UE, a linha política que é seguida no seu interior e o seu impacto nas vidas dos trabalhadores, bem como incentivar a elaboração de posições conjuntas e a coordenação da sua solidariedade e das suas outras actividades."

## Partidos membros[4]
| País               | Partidos                                            | D.Nacionais    | D.Europeus | Status            |
| ------------------ | --------------------------------------------------- | -------------- | ---------- | ----------------- |
| Áustria            | Partido do Trabalho da Áustria                      | 0 / 183        | 0 / 18     | Extra-parlamentar |
| Bielorrússia       | Partido Comunista dos Trabalhadores da Bielorrússia | 0 / 110        |            |                   |
| Bulgária           | Partido dos Comunistas Búlgaros                     | 0 / 240        | 0 / 17     | Extra-parlamentar |
| Bulgária           | União dos Comunistas na Bulgária                    | 0 / 240        | 0 / 17     | Extra-parlamentar |
| Croácia            | Partido Socialista Operário da Croácia              | 0 / 151        | 0 / 11     | Extra-parlamentar |
| Dinamarca          | Partido Comunista na Dinamarca                      | 0 / 179        | 0 / 13     | Extra-parlamentar |
| Eslováquia         | Partido Comunista da Eslováquia                     | 0 / 150        | 0 / 13     | Extra-parlamentar |
| Espanha            | Partido Comunista dos Povos da Espanha              | 0 / 3500 / 266 | 0 / 54     | Extra-parlamentar |
| França             | Polo de Renascimento Comunista em França            | 0 / 5770 / 348 | 0 / 74     | Extra-parlamentar |
| França             | União dos Comunistas Revolucionários de França      | 0 / 5770 / 348 | 0 / 74     | Extra-parlamentar |
| Geórgia            | Partido Comunista Unificado da Geórgia              | 0 / 150        |            | Extra-parlamentar |
| Grécia             | Partido Comunista da Grécia                         | 15 / 300       | 2 / 21     | Oposição          |
| Hungria            | Partido dos Trabalhadores Húngaros                  | 0 / 199        | 0 / 21     | Extra-parlamentar |
| Irlanda            | Partido dos Trabalhadores da Irlanda                | 0 / 1660 / 60  | 0 / 11     | Extra-parlamentar |
| Itália             | Partido Comunista                                   | 0 / 6300 / 315 | 0 / 73     | Extra-parlamentar |
| Letônia            | Partido Socialista da Letónia                       | 0 / 100        | 0 / 8      | Extra-parlamentar |
| Lituânia           | Frente Popular Socialista da Lituânia               | 0 / 141        | 0 / 12     | Extra-parlamentar |
| Macedônia do Norte | Partido Comunista da Macedónia                      | 0 / 123        |            | Extra-parlamentar |
| Malta              | Partido Comunista de Malta                          | 0 / 69         | 0 / 6      | Extra-parlamentar |
| Moldávia           | Resistência Popular                                 | 0 / 101        |            | Extra-parlamentar |
| Noruega            | Partido Comunista da Noruega                        | 0 / 165        |            | Extra-parlamentar |
| Polónia            | Partido Comunista da Polónia                        | 0 / 4600 / 100 | 0 / 51     | Extra-parlamentar |
| Reino Unido        | Novo Partido Comunista de Bretanha                  | 0 / 6500 / 781 | 0 / 73     | Extra-parlamentar |
| Rússia             | Partido Comunista dos Trabalhadores Russos          | 0 / 450        |            | Extra-parlamentar |
| Rússia             | Partido Comunista da União Soviética                | 0 / 450        |            | Extra-parlamentar |
| Sérvia             | Novo Partido Comunista da Jugoslávia                | 0 / 250        |            | Extra-parlamentar |
| Suécia             | Partido Comunista da Suécia                         | 0 / 349        | 0 / 20     | Extra-parlamentar |
| Turquia            | Partido Comunista                                   | 0 / 550        |            | Extra-parlamentar |
| Ucrânia            | União dos Comunistas da Ucrânia                     | 0 / 450        |            | Extra-parlamentar |